# ホスファアルケン

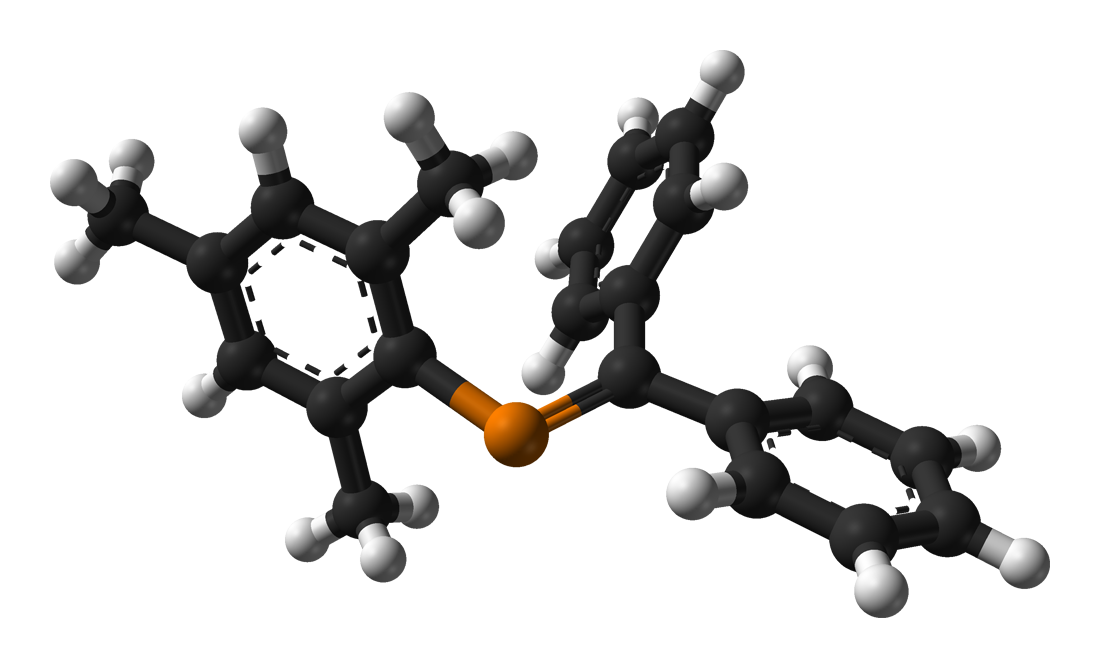
ホスファアルケンの1つであるメシチルジフェニルメチレンホスフィンの球棒モデル

ホスファアルケン(Phosphaalkene)は、炭素とリンの間に二重結合があり、R2C=PRという化学式を持つ有機リン化合物である。IUPAC名は、アルキリデンホスファン(Alkylidenephosphane)である。ホスホリンの分子内では、ベンゼンの1つの炭素原子がリンで置き換わっている。ホスファアルケンの反応性は、HOMOがリンの孤立電子対ではなく二重結合であるため、しばしばイミンよりもアルケンに近い。そのため、アルケンと同様に、ホスファアルケンは、ウィッティヒ反応、ピーターソン反応、コープ転位、ディールス・アルダー反応等に関与する。
1969年、 メルクルが最初のホスファアルケンであるホスファベンゼンを発見した。最初に集められたホスファアルケンは、1974年にゲルト・ベッカーがブルック転位と同種のケト-エノール互変異性として報告した。
同年、ハロルド・クロトーは、Me2PHが熱分解してCH2=PMeとなることを分光学的に証明した。ホスファアルケン合成の一般的な方法は、熱またはジアザビシクロウンデセン、DABCO、トリエチルアミン等の塩基によって開始する適切な前駆体からの1,2-脱離反応である。
ベッカーの方法は、ポリ(p-フェニレンビニレン)の重合に用いられている。